# ناحیه پاریس، شهرستان ادگار، ایلینوی
ناحیه پاریس (به انگلیسی: Paris Township) یک منطقهٔ مسکونی در ایالات متحده آمریکا است که در شهرستان ادگار، ایلینوی واقع شده‌است. ناحیه پاریس ۲۱۰ متر بالاتر از سطح دریا واقع شده‌است.